# 詹姆士·吉爾伯特
詹姆士·吉爾伯特（James Gilbert，1982年—）是加拿大的一位演員。他最著名的作品是在包括在電視劇都鐸王朝中飾演William Brereton角色。